# Beautiful Boy (2010)
Beautiful Boy ist ein US-amerikanisches Drama aus dem Jahre 2010. In den Hauptrollen spielen Michael Sheen und Maria Bello, Regie führte Shawn Ku.

## Handlung
Das Ehepaar Bill und Kate wohnt in einer amerikanischen Vorstadt. Ihr scheinbares Glück ist jedoch nur Fassade, es kriselt in der Beziehung und die Trennung steht kurz bevor. Da ereilt das Paar eine schreckliche Nachricht: An der Universität ihres Sohnes Sam wurde ein Amoklauf verübt. Wenig später steht die Polizei vor der Tür und die Familie erfährt, dass Sam 17 Menschen ermordet und anschließend sich selbst das Leben genommen hat.
Bedrängt durch die Medien ziehen Bill und Kate kurzerhand zu Kates Bruder Eric und dessen Ehefrau Trish. Sie versuchen zu verstehen, warum Sam eine solche Tat begehen konnte – können aber keine Antwort finden. Beide realisieren, dass alles, was ihnen bleibt, sie selbst sind – verbunden durch Trauer, Fassungslosigkeit und das Vermächtnis ihres Sohnes. All diese lebensverändernden Umstände veranlassen das Paar, sich ihren Gefühlen voller Wut, Schuld und Selbsterfahrung zu stellen, sodass sie letztendlich die Chance für sich selbst sehen, wieder glücklich zu werden.

## Produktion
Der Film wurde an zwei Orten gedreht: Los Angeles und Santa Clarita, Kalifornien.